# Марджанабад (Рудбар)
Марджанабад (перс. مرجان اباد) — село в Ірані, у дегестані Калаштар, у Центральному бахші, шагрестані Рудбар остану Ґілян. У переписі 2006 року вказане як окремий населений пункт, але без відомостей про чисельність населення.

## Клімат
Середня річна температура становить 13,63 °C, середня максимальна – 27,41 °C, а середня мінімальна – -0,68 °C. Середня річна кількість опадів – 454 мм.
| Клімат поселення                              | Клімат поселення | Клімат поселення | Клімат поселення | Клімат поселення | Клімат поселення | Клімат поселення | Клімат поселення | Клімат поселення | Клімат поселення | Клімат поселення | Клімат поселення | Клімат поселення | Клімат поселення |
| Показник                                      | Січ.             | Лют.             | Бер.             | Квіт.            | Трав.            | Черв.            | Лип.             | Серп.            | Вер.             | Жовт.            | Лист.            | Груд.            |                  |
| Середній максимум, °C                         | 10,80            | 10,52            | 11,82            | 18,17            | 21,64            | 25,90            | 27,36            | 27,41            | 24,10            | 20,36            | 15,81            | 11,07            |                  |
| Середня температура, °C                       | 5,21             | 4,92             | 6,22             | 12,56            | 16,03            | 20,31            | 22,74            | 22,79            | 19,46            | 15,73            | 11,18            | 6,45             |                  |
| Середній мінімум, °C                          | −0,39            | −0,68            | 0,62             | 6,97             | 10,43            | 14,70            | 18,12            | 18,16            | 14,83            | 11,10            | 6,56             | 1,83             |                  |
| Норма опадів, мм                              | 41               | 37               | 66               | 61               | 26               | 10               | 13               | 14               | 21               | 38               | 55               | 72               |                  |
| Середньомісячна швидкість вітру, м/с          | 2.11             | 2.58             | 2.78             | 2.90             | 2.77             | 2.77             | 2.96             | 2.58             | 2.25             | 1.99             | 1.96             | 2.06             |                  |
| Середньомісячна сонячна радіація, кДж/м²·день | 7439             | 9827             | 12120            | 16451            | 20761            | 23956            | 24473            | 21248            | 17643            | 12299            | 9180             | 7170             |                  |
| --------------------------------------------- | ---------------- | ---------------- | ---------------- | ---------------- | ---------------- | ---------------- | ---------------- | ---------------- | ---------------- | ---------------- | ---------------- | ---------------- | ---------------- |
| Джерело:                                      |                  |                  |                  |                  |                  |                  |                  |                  |                  |                  |                  |                  |                  |